# Amelia Robertson Hill
Amelia Robertson Hill, née Emmilia McDermaid Paton le 15 janvier 1821 et morte le 5 juillet 1904, est une artiste et sculptrice écossaise du xixe siècle, et l'une des rares sculptrices écossaises à avoir reçu des commandes publiques en son temps. Ses œuvres les plus célèbres sont la statue de David Livingstone dans le Princes Street Gardens à Édimbourg, et la statue de Robert Burns à Dumfries. Elle fut une des principales femmes contributrices au Scott Monument, avec trois sculptures.

## Biographie
Amelia Hill naît à Wooer's Alley, dans la ville de Dunfermline. Elle est la fille de Catherine McDiarmid (morte en 1853) et de Joseph Neil Paton (1797–1874), un créateur de damas. Elle a une sœur, Jemima, née le 11 novembre 1823, et deux frères, Joseph Noel Paton (1821–1901) et Waller Hugh Paton (1828–1895). Elle semble avoir suivi une formation de sculptrice auprès de William Brodie à Édimbourg.
Elle épouse en 1862 le pionnier de la photographie David Octavius Hill. Ils vivent à Édimbourg.
À la mort de David en 1870, Amelia réalise un buste de bronze à son effigie, qu'elle fait placer sur sa tombe. Elle déménage ensuite à Newigton Lodge.
Le recensement de 1891 décrit Hill comme « sculptrice, à la retraite », mais elle continue à exposer à la Royal Scottish Academy jusqu'en 1902.
Elle meurt le 5 juillet 1904, à l'âge de 83 ans, et est enterrée auprès de son époux au Dean Cemetery.
Pour le bicentenaire de sa mort, une visite à pied nommée « The Amelia Tour » est organisée.

## Œuvres principales

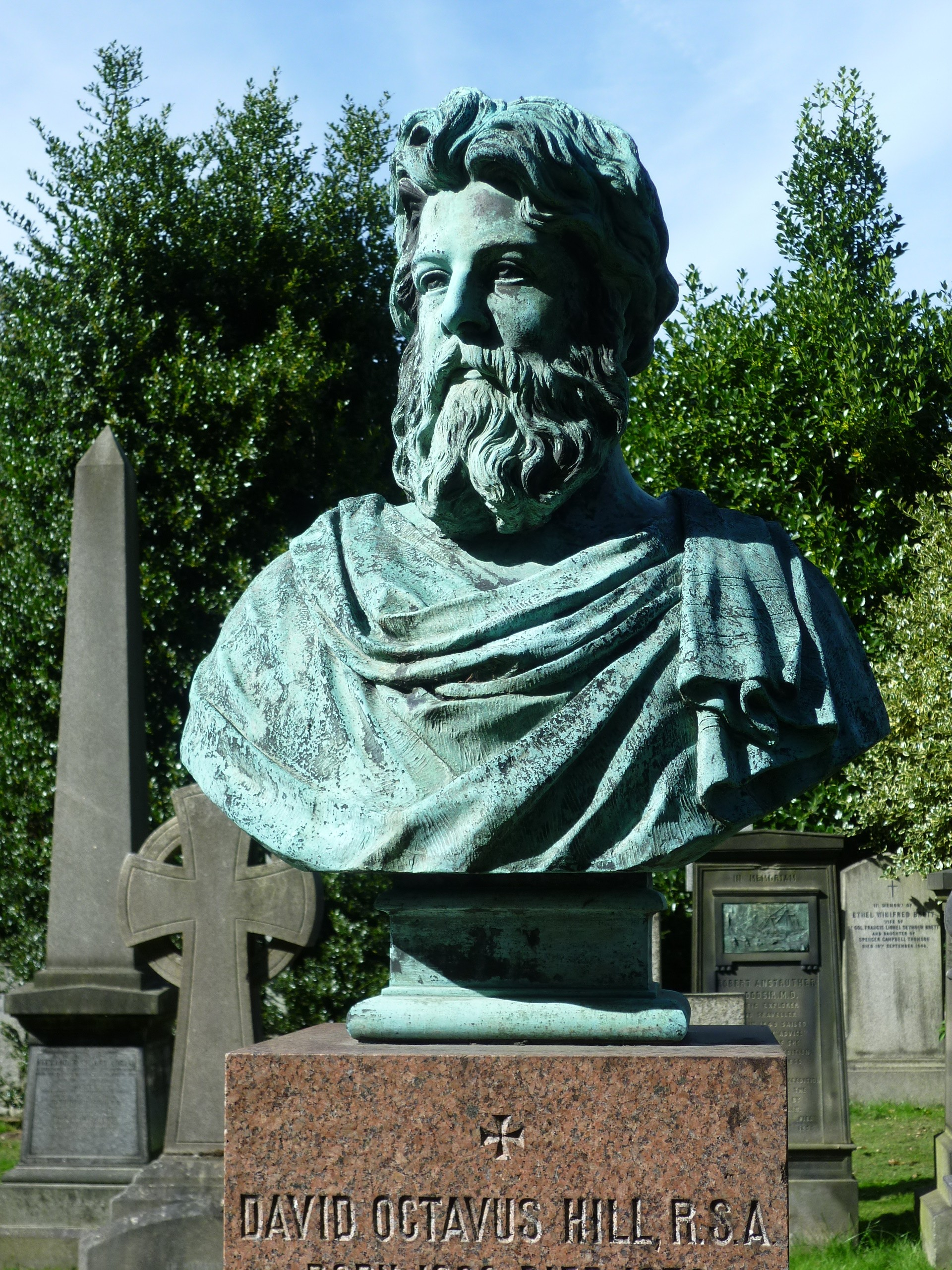
Buste de David Octavius Hill, Dean Cemetery
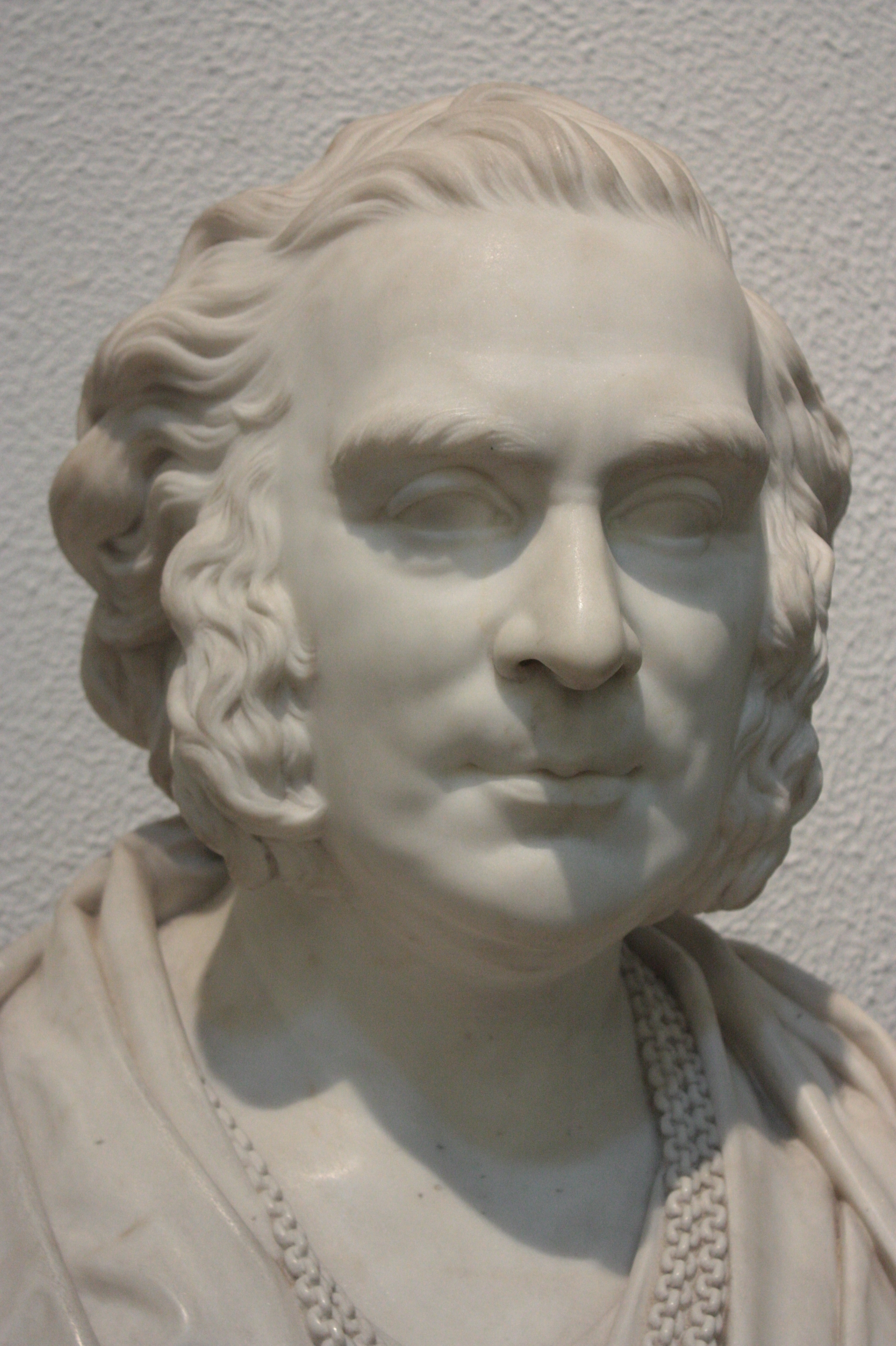
Buste du peintre écossais Sir George Harvey
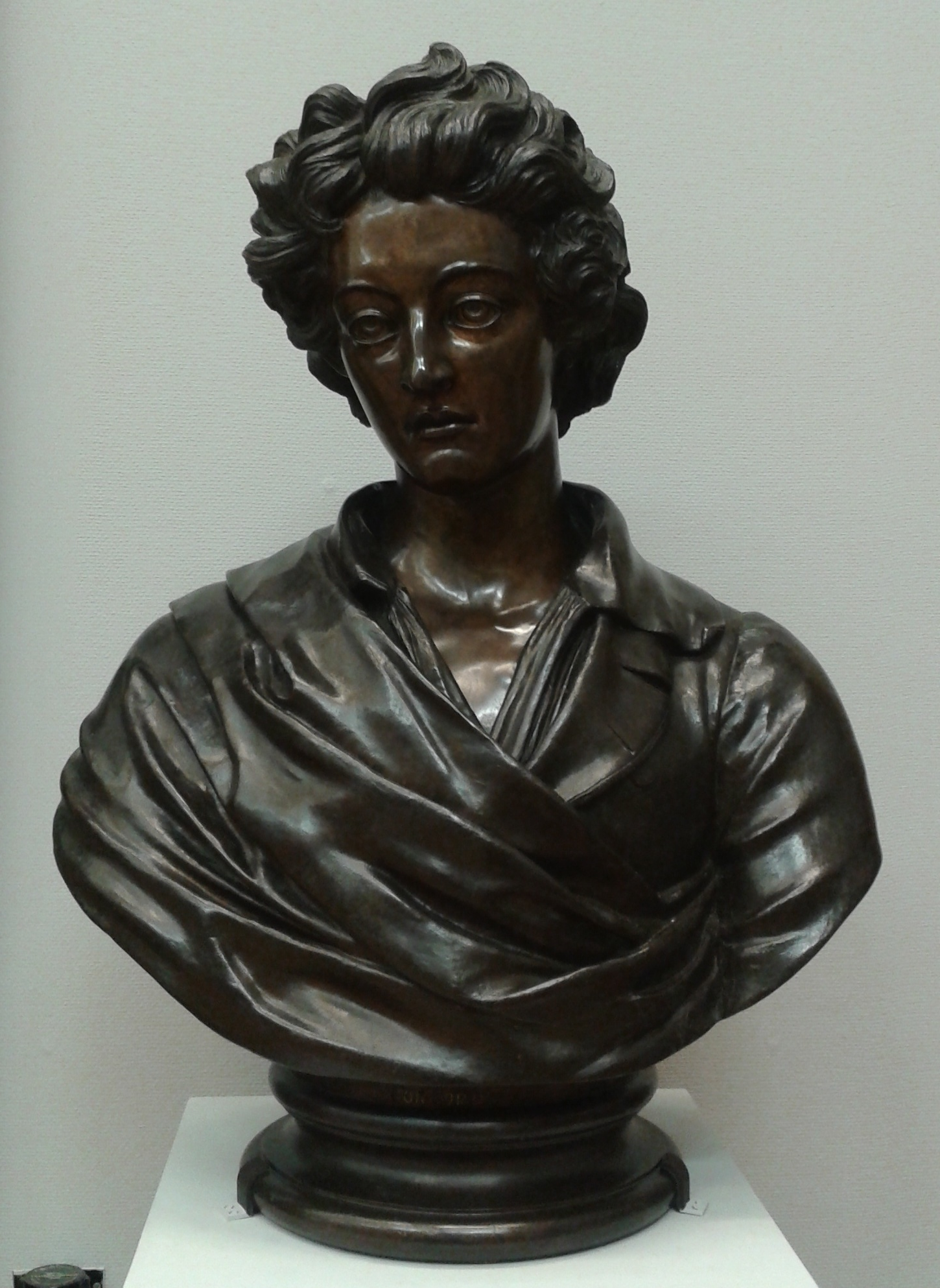
Buste du poète Percy Shelley (Tate Britain)
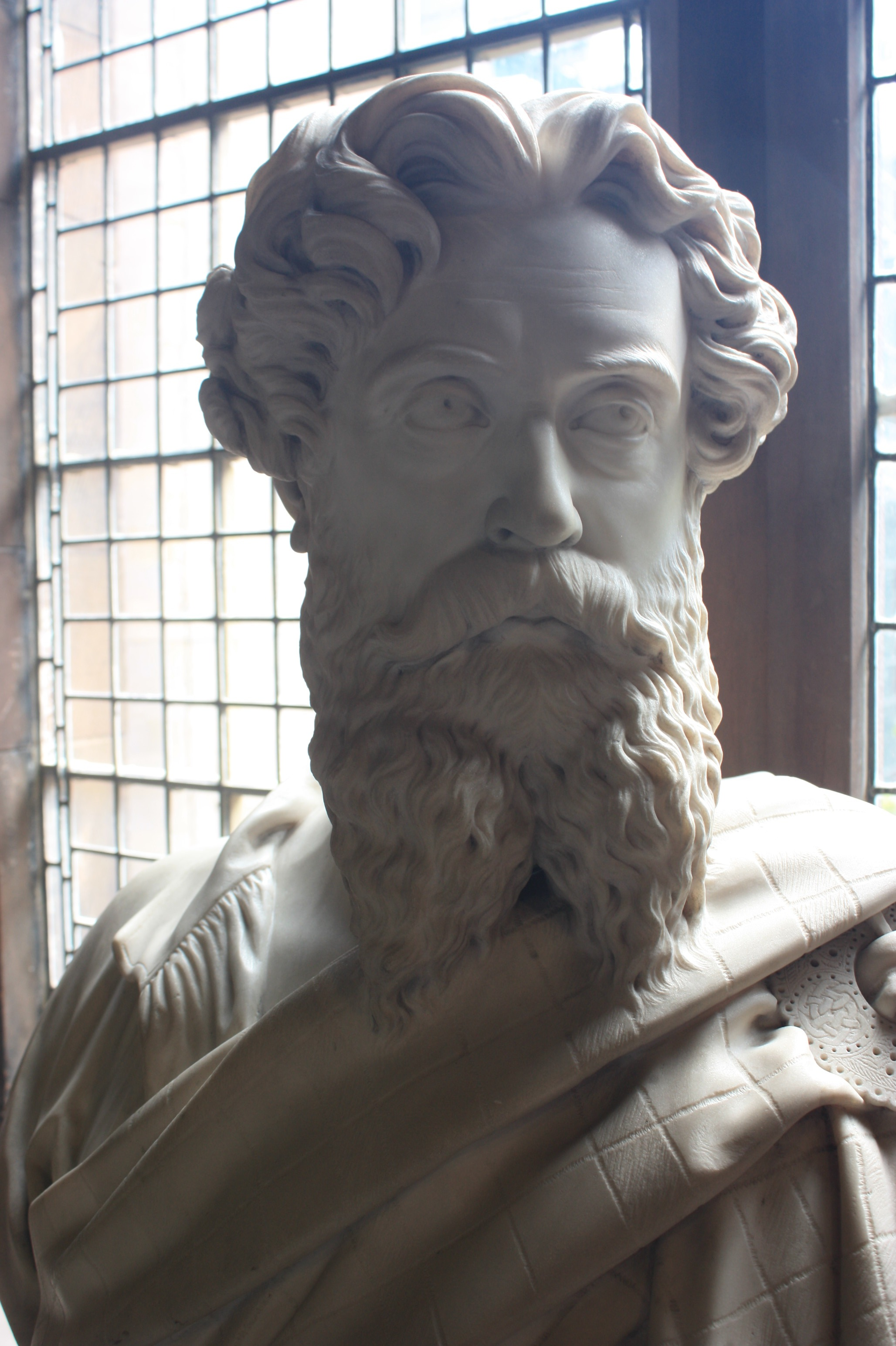
Buste de son frère, Joseph Noel Paton (SNPG)
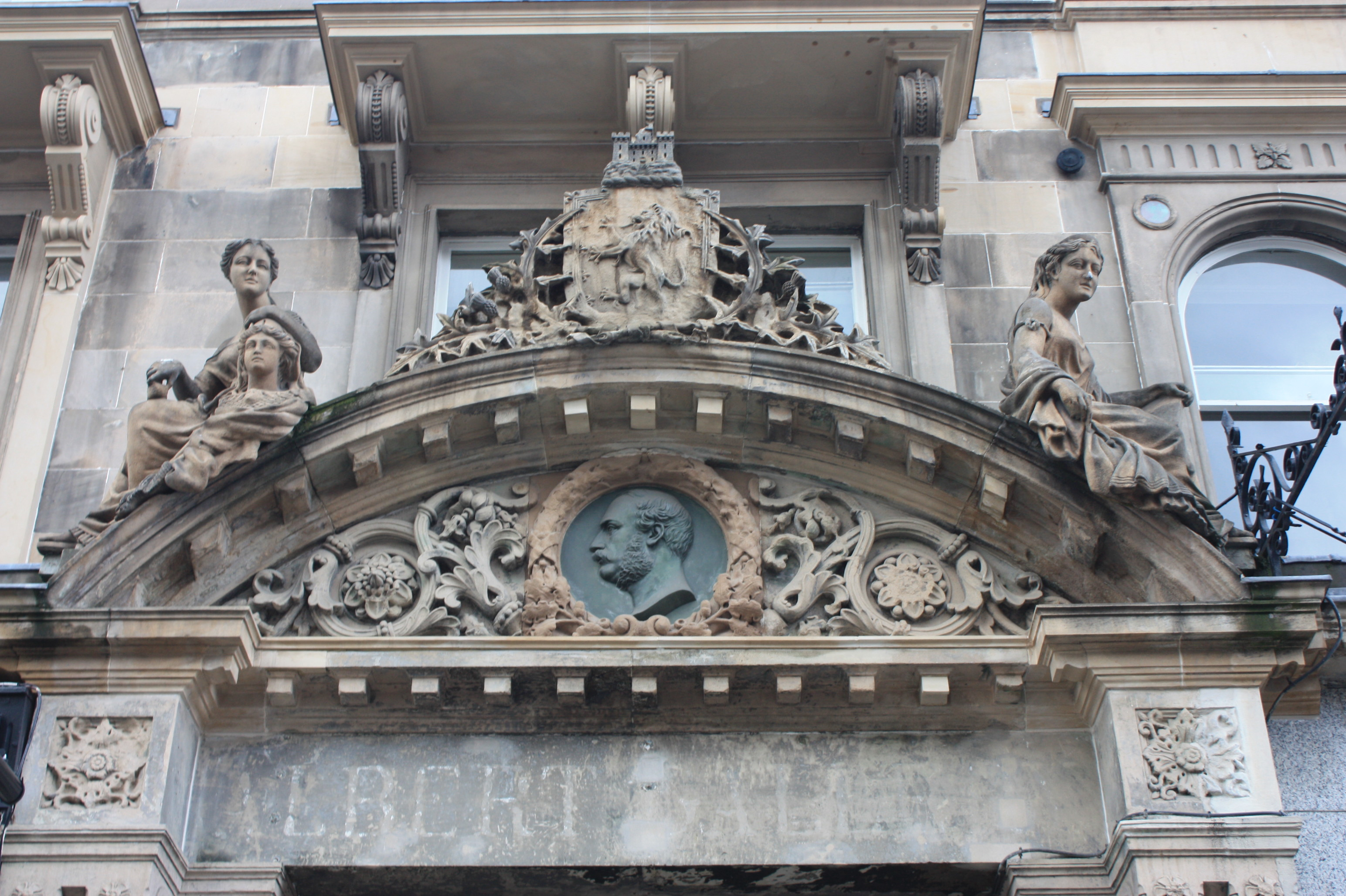
Allégories de la Peinture et de la Poésie, Albert Buildings, 22-30 Shadwick Place, Édimbourg
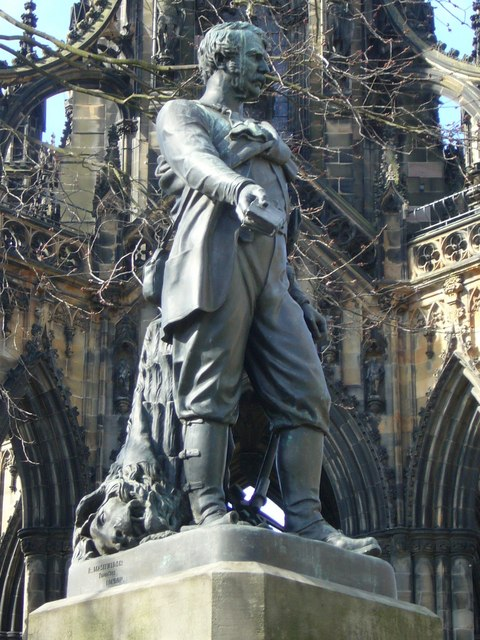
Sculpture du missionnaire David Livingstone, Princes Street Gardens, Édimbourg

- Buste de John Fergus MP, Kirkcaldy Town Hall (1861)[4]
- Buste en marbre de Mary Louise, comtesse d'Elgin, Lord Elgin Hotel, Ottawa (1863)
- Buste en marbre du Rev. Robert Smith Candlish, principal du New College et un des leaders du schisme de 1843, Université d'Édimbourg (1864 et 1865)
- Buste en marbre de Rev. Horatius Bonar, écrivain (1865)
- James Wemyss, Fife County Hall (1866)[4]
- Buste en marbre de Thomas Carlyle, National Trust of Scotland (1866)
- Buste en marbre de David Livingstone (1866)
- Buste de Edward Cazalet (1866)
- Buste de David Octavius Hill (1867)
- Buste en marbre de Sir George Harvey (1867)
- Buste en marbre de David Brewster, scientifique (1867)
- Trois sculptures pour le Scott Monument sur Princes Street, Édimbourg (1870) (Magnus Troil et Minna Troil, personnages du roman The Pirate, et Richard Coeur de Lion)
- Marjorie Fleming, dite "Pet Marjorie", poétesse et écrivaine pour enfants (1870)
- Buste de son frère Joseph Noel Paton, Scottish National Portrait Gallery (1872)
- Buste de Sir James Young Simpson (1872)
- Peinture, Ludlow Castle, evening (1873)
- Statue de David Livingstone sur Princes Street à Édimbourg (1875).
- Mémorial de James Stuart à Linlithgow, sur le lieu de son assassinat (1876)
- Sculptures de La Peinture et de La Poésie à l'entrée des Albert Buildings, 22–30 Shandwick Place, Édimbourg (1877)[5]
- Statue de Robert Burns, Dumfries (1881)
- Buste de Percy Bysshe Shelley, RSA (1882)